# I liga
I liga este cea de-a doua divizie a piramidei fotbalului polonez. Competiția este organizată de Asociația Poloneză de Fotbal. Din 2002  toate cluburile trebuie să obțină licența de club profesionist.

## Echipele sezonului 2011/12[2]
| Club                         | Oraș        | 2010/11                   | Stadion                                       |
| ---------------------------- | ----------- | ------------------------- | --------------------------------------------- |
| Pogoń Szczecin               | Szczecin    | 6                         | Stadion: im. Floriana Krygiera; 18.027        |
| Termalica Bruk-Bet Nieciecza | Nieciecza   | 14                        | Stadion Nieciecza; 2.262                      |
| Zawisza Bydgoszcz            | Bydgoszcz   | 2 în II liga grup de Vest | Stadion im. Zdzisława Krzyszkowiaka; 20.247   |
| Piast Gliwice                | Gliwice     | 5                         | Stadion Piasta Gliwice; 10.037                |
| Kolejarz Stróże              | Stróże      | 12                        | Stadion Kolejarza Stróże; 2.000               |
| Flota Świnoujście            | Świnoujście | 3                         | Stadion OSiR Wyspiarz; 4.500                  |
| Bogdanka Łęczna              | Łęczna      | 8                         | Stadion Bogdanki Łęczna; 7.200                |
| Arka Gdynia                  | Gdynia      | 15 în Ekstraklasa         | Stadion GOSiR (Gdynia); 15.139                |
| Ruch Radzionków              | Radzionków  | 9                         | Stadion Ruchu Radzionków; 3.000               |
| Warta Poznań                 | Poznań      | 7                         | Stadion Miejski (Poznań); 43.090              |
| Sandecja Nowy Sącz           | Nowy Sącz   | 4                         | Stadion im. Ojca Władysława Augustynka; 5.000 |
| GKS Katowice                 | Katowice    | 11                        | Stadion GKS Katowice; 9.511                   |
| Olimpia Grudziądz            | Grudziądz   | 1 în II liga grup de Vest | Stadion Centralny; 5.250                      |
| Wisła Płock                  | Płock       | 2 în II liga grup de Est  | Stadion im. Kazimierza Górskiego; 12.800      |
| Dolcan Ząbki                 | Ząbki       | 13                        | Stadion Dolcanu Ząbki; 2.100                  |
| KS Polkowice                 | Polkowice   | 10                        | Stadion KS Polkowice; 4.365                   |
| Polonia Bytom                | Bytom       | 16 în Ekstraklasa         | Stadion im. Edwarda Szymkowiaka; 6.000        |
| Olimpia Elbląg               | Elbląg      | 1 în II liga grup de Est  | Stadion: Miejski (Elbląg); 7.000              |

## Campioni
| - 1949 - Rymer Niedobczyce - 1950 - Polonia Bytom - 1951 - Lechia Gdańsk - 1952 - Gwardia Warszawa, Budowlani Opole - 1953 - Polonia Bydgoszcz - 1954 - Zagłębie Sosnowiec - 1955 - Budowlani Opole - 1956 - Polonia Bytom - 1957 - Polonia Bydgoszcz, Cracovia - 1958 - Pogoń Szczecin, Górnik Radlin - 1959 - Odra Opole, Zagłębie Sosnowiec - 1960 - Lech Poznań, Stal Mielec - 1961 - Gwardia Warszawa - 1962 - Stal Rzeszów, Pogoń Szczecin - 1963 - Szombierki Bytom - 1964 - Śląsk Wrocław - 1965 - Wisła Kraków - 1966 - Cracovia - 1967 - Gwardia Warszawa - 1968 - Zagłębie Wałbrzych - 1969 - Gwardia Warszawa - 1970 - ROW Rybnik - 1971 - Odra Opole - 1972 - ROW Rybnik - 1973 - Szombierki Bytom | - 1974 - Arka Gdynia, GKS Tychy - 1975 - Widzew Łódź, Stal Rzeszów - 1976 - Arka Gdynia, Odra Opole - 1977 - Zawisza Bydgoszcz, Polonia Bytom - 1978 - Gwardia Warszawa, GKS Katowice - 1979 - Zawisza Bydgoszcz, Górnik Zabrze - 1980 - Bałtyk Gdynia, Motor Lublin - 1981 - Pogoń Szczecin, Gwardia Warszawa - 1982 - GKS Katowice, Cracovia - 1983 - Górnik Wałbrzych, Motor Lublin - 1984 - Lechia Gdańsk, Radomiak Radom - 1985 - Zagłębie Lubin, Stal Mielec - 1986 - Olimpia Poznań, Polonia Bytom - 1987 - Szombierki Bytom, Jagiellonia Białystok - 1988 - Ruch Chorzów, Stal Mielec - 1989 - Zagłębie Lubin, Zagłębie Sosnowiec - 1990 - Hutnik Kraków - 1991 - Stal Stalowa Wola - 1992 - Pogoń Szczecin, Siarka Tarnobrzeg - 1993 - Warta Poznań, Polonia Warszawa - 1994 - Raków Częstochowa, Stomil Olsztyn - 1995 - Śląsk Wrocław, GKS Bełchatów - 1996 - Odra Wodzisław Śląski, Polonia Warszawa - 1997 - Dyskobolia Grodzisk Wielkopolski, Petrochemia Płock | - 1998 - Ruch Radzionków, GKS Bełchatów - 1999 - Dyskobolia Grodzisk Wielkopolski, Petrochemia Płock - 2000 - Śląsk Wrocław - 2001 - RKS Radomsko - 2002 - Lech Poznań - 2003 - Górnik Polkowice - 2004 - Pogoń Szczecin - 2005 - Korona Kielce - 2006 - Widzew Łódź - 2007 - Ruch Chorzów - 2008 - Lechia Gdańsk - 2009 - Widzew Łódź - 2010 - Widzew Łódź - 2011 - ŁKS Łódź - 2012 - Piast Gliwice - 2013 - Zawisza Bydgoszcz - 2014 - GKS Bełchatów - 2015 - Zagłębie Lubin |